# Desmoclystia abbreviata
Desmoclystia abbreviata är en fjärilsart som beskrevs av Louis Beethoven Prout 1941. Desmoclystia abbreviata ingår i släktet Desmoclystia och familjen mätare. Inga underarter finns listade i Catalogue of Life.